# Torleya
Genre
Torleya est un genre d'insectes éphéméroptères de la famille des Ephemerellidae.

## Liste d'espèces
Selon une étude de 2004, il y aurait 8 espèces de Torleya :
- Torleya grandipennis Zhou, Su and Gui, 2000
- Torleya japonica (Gose, 1980) Gose, 1985
- Torleya lutosa Kang and Yang, 1995
- Torleya major (Klapálek, 1905) Ulmer, 1928
- Torleya mikhaili Tiunova, 1995
- Torleya naga Jacobus and McCafferty, 2004 (proposé par les auteurs de l'article)
- Torleya nepalica (Allen and Edmunds, 1963) Allen, 1980
- Torleya padunica Kazlauskas, 1963